# یوزف کاردا
یوزف کاردا (چکی: Josef Carda؛ زادهٔ ۱۸ ژانویهٔ ۱۹۵۶) بازیگر اهل جمهوری چک است.
از فیلم‌ها یا برنامه‌های تلویزیونی که وی در آن نقش داشته‌است، می‌توان به سه شهریار اشاره کرد.